# Station Starczów
Station Starczów is een spoorwegstation in de Poolse plaats Starczów.